# 쿤펭곱테루스
쿤펭곱테루스(Kunpengopterus)는 중생대 쥐라기 중기 중국에서 살았던 익룡이다. 속명의 뜻은 중국 설화에 등장하는 큰 물고기 '쿤(Kun)'과 스스로 변신할 수 있는 신화 속 상상의 생명체 '펭(peng)' 그리고 날개를 뜻하는 그리스어 '프테론(pteron)'이 결합되어 '쿤펭의 날개'를 의미한다. 쿤펭곱테루스 중 쿤펭곱테루스 안티폴리카투스(K. antipollicatus)는 몽키닥틸이라고도 불린다.

## 특징

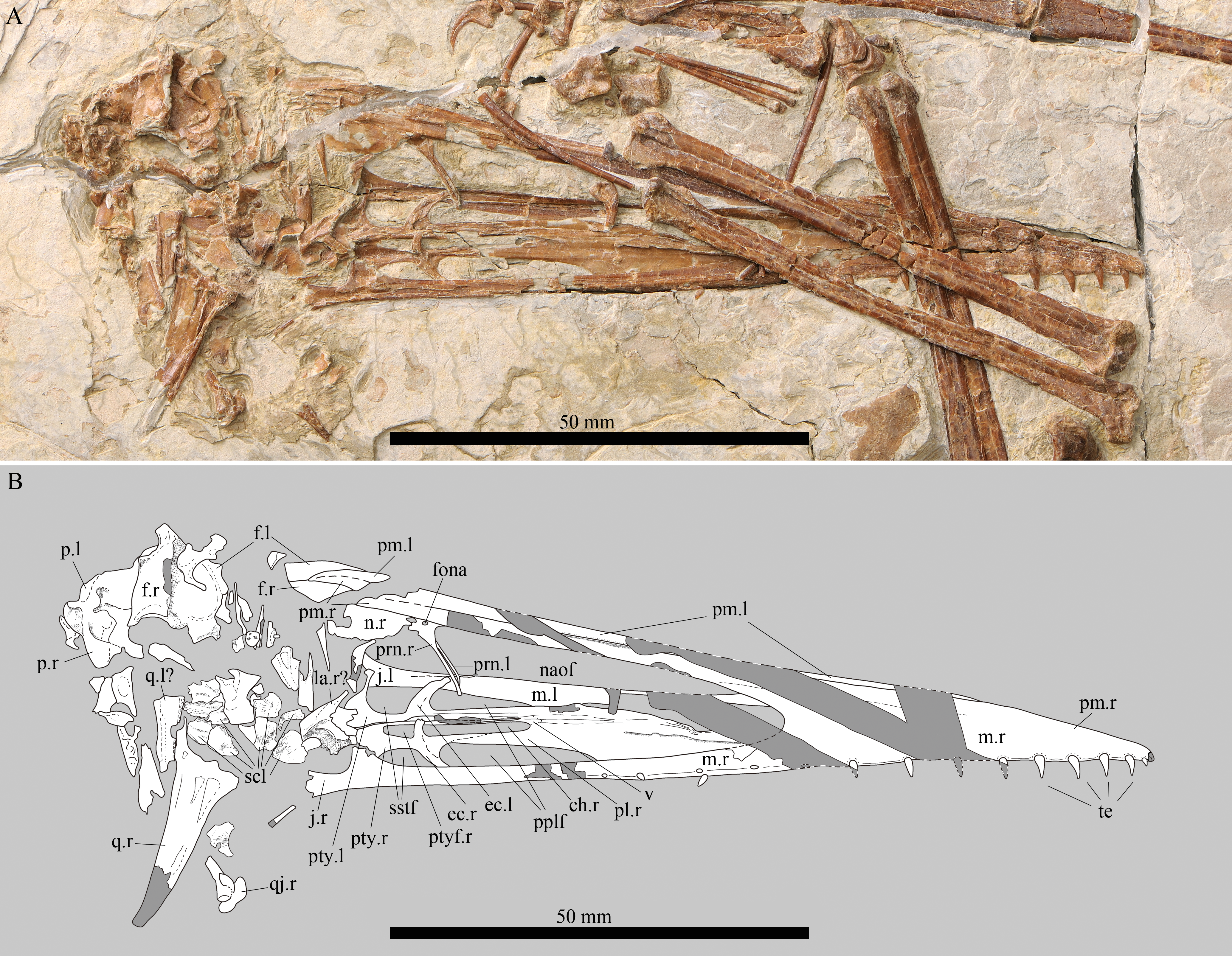
쿤펭곱테루의 화석

쿤펭곱테루스의 화석은 중국 랴오닝성 젠창(建昌) 현의 '티아오지샨 층(Tiaojishan Formation)'에서 발견되었다. 당시 발견된 쿤펭곱테루스는 길이가 10.69cm인 길쭉한 머리를 가지고 있었고, 두개골의 뒷면은 둥글었다. 길고 뻣뻣한 꼬리를 가지고 있었으며, 다섯 번째 발가락이 길고 강하게 굽어 있어 무언가를 집을 수 있는 구조로 되어 있었다. 또한, 위장는 쿤펭곱테루스가 어식성임을 확인하게 해주는 물고기의 잔해들이 발견되었다.